# Peter Moesser
Peter Moesser (* 25. September 1915 in Wilhelmshaven; † 3. September 1989 in Lugano/Schweiz) war ein deutscher Schlagerkomponist, der eine Reihe von Millionensellern schrieb.

## Leben
Mit sechs Jahren lernt er Geige und Klavier bei einem klassischen Musiklehrer. Nach der Schule wechselt er zur Akademie der Tonkunst in München. Nach dem Militärdienst versuchte er sich zunächst als Chansonschreiber beim Hamburger Kabarett „Bronze-Keller“, bei dem er später auch als Klavier-Humorist auftrat. Nach dem Krieg schrieb Peter Moesser zunächst als freiberuflicher Komponist für Film und Funk.
Die ersten Schlagerkompositionen schrieb er, überwiegend als Texter für Melodien von Partner Lotar Olias, ab 1953 für den Filmschauspieler und Chansonnier Eddie Constantine (Der Weg zu Deinem Herzen). Sein erster Hitparadenerfolg war Ich möcht’ heut’ ausgehn für Margot Eskens (Oktober 1955, #3 Deutschland). Für den meist auf Seemanns- und Fernwehlieder spezialisierten Freddy Quinn schrieb er im Jahre 1956 zunächst den Eurovisionsbeitrag So geht das jede Nacht (März 1956). Es folgte Moessers zweite Hitparadennotiz Sie hieß Mary Anne (Juni 1956, #6), von Ralf Bendix gar zur gleichen Zeit auf #2 gebracht. Dann erschien 1957 mit Heimatlos Moessers erste #1-Komposition und schon die dritte #1 für Freddy (April 1957, #1). Eskens und Quinn übernahmen weitere Songs aus der Feder von Moesser, so etwa Komm doch wieder oder Mutti, Du darfst doch nicht weinen oder Sulaleih (Das Mädchen am Brunnen) für Eskens. Freddy Quinn brachte Einmal in Tampico (November 1957, #5), Der Legionär (Juli 1958, #1) oder Ich bin bald wieder hier (Oktober 1958, #1) in den Charts unter. Fred Bertelmann schaffte mit Der lachende Vagabund/Cantabamberra seine erste und einzige Topposition (November 1957, #1) und machte daraus Moessers ersten Millionenseller, der selbst in der deutschen Version 300.000 mal in den USA verkauft wurde. Die Plattenumsätze brachten Peter Moesser dem Spiegel zufolge bei der Abrechnung von 2,02 Pfennig pro Platte über 20 000 Mark. Für die Rückseite hatte Moesser zusammen mit Franz Thon das völlig unbekannt gebliebene Cantabamberra verfasst, für das es zunächst nicht einmal einen deutschen Musikverlag gab; dafür erhielten die Autoren je über 80.000 Mark.
Im Jahre 1958 verfasste er für den deutschen Rock’n’Roller Peter Kraus O Baby mach’ Dich schön (Mai 1958, #5), die bisher höchste Platzierung für Kraus. Dann tauchte der jugoslawische Sänger Ivo Robic auf, für dessen erste Single Morgen/Ay, ay, ay Paloma ausgewählt wurde und sich auf Anhieb zum Bestseller entwickelte (September 1959, #2). Der Song, arrangiert und produziert von Bert Kaempfert, gelangte auch in den USA (US #13 Pop-Charts) und Großbritannien (#23) in die Hitparaden und brachte eine goldene Schallplatte ein. Der Produzent Bert Kaempfert beeilte sich, mit seinem Orchester noch eine Instrumentalsingle hiervon herauszubringen (Morgen/Nur Du, Du allein; 1959), die aber ohne Erfolg blieb. Die gerade unter Plattenvertrag genommene deutsche Beatgruppe The Lords übernahm, am Vorbild der Nashville Teens orientiert, auf die B-Seite ihrer ersten Single Hey, Baby laß den andern die deutsche Version der sozialkritischen John D. Loudermilk-Komposition Tobacco Road (1964), die jedoch die Charts verfehlte. Von der EMI als „die deutschen Beatles“ präsentiert, musste die erste Single auch deutschsprachige Texte enthalten, was vom Markt jedoch nicht honoriert wurde. Im selben Jahr schrieb er für den gerade erst gegründeten Musikverlag Hansa Musik Produktion.
Sein Instrumentalstück Happy Time untermalte ab 1966 die Ziehung der Lottozahlen. Der Instrumental-Hit wurde schnell zum „Ohrwurm“ und gelangte mit der B-Seite Clipper 404 in Deutschland, Österreich, der Schweiz sowie in Holland in die Hitparaden. Auf dem Label Laurie Records gelangte Happy Time/Clipper 404 in die USA und wurde von vielen Radiostationen gespielt. Es folgten weitere erfolgreiche Instrumentalmusiken wie Mexico und Jolly Joker. Im Jahre 1967 veröffentlichte das Label Hansa Records die erste LP Happy Time - Lotto Time mit Peter Moesser’s Music.
Erst in den 1970er Jahren schrieb Peter Moesser wieder einige Schlager, so für Katja Ebstein Ich will ihn (B-Seite von Wunder gibt es immer wieder; Februar 1970). Mit Giorgio Moroder, dem späteren Electronic-Pop-Spezialisten, schrieb er 1971 für Gaby Berger Wer weint ist selber schuld daran.
1974 gelangte seine zweite LP Red River Story in die internationalen Hitparaden der „Easy-Listening Music“.
1976 lernte er den jungen Münchner Harald Faltermeier kennen, der später als Harold Faltermeyer in den USA eine große Karriere starten sollte. Unter dem Pseudonym Harold Falt hatte er auf dem BASF-Label die LP „Welthits in Quadro“ mit geringem Erfolg 1973 veröffentlicht. Gemeinsam mit seinem „Ziehvater“ Peter Moesser lernte Faltermeyer die Kunst der elektronischen Musik kennen.
Unter dem bekannten Namen Peter Moesser’s Music produzierten Moesser und Harold Faltermeyer 1977 den SynthPop/Disco-Titel High (B-Seite And so on). Es folgten zwei LPs Lifting (The Beauty Case Orchester) und Stars, Stripes and Strings (Nick Barbarossa’s Strings). Im gleichen Jahr schrieben beide für Roy Black den Titel Ich will zu dir, die B-Seite von Die Liebe kommt über Nacht (September 1977). Hiernach trennten sich ihre Wege.
Ende der 1970er Jahre zog sich Peter Moesser ins Privatleben zurück. Im Beisein seiner Familie starb er am 3. September 1989 in Lugano/Schweiz.

## Filmmusik
Moesser ist auch der Verfasser von Musik und/oder Texten zu mehreren Filmen. Im Jahre 1957 schrieb er für Vier Mädels aus der Wachau und Die große Chance (Einmal in Tampico), 1958 für Der lachende Vagabund (Schlagerfilm um den gleichnamigen Hit) und Heimatlos, das Melodram Vertauschtes Leben wurde 1961 mit seinen Kompositionen unterlegt wie auch der Musikfilm Lieder klingen am Lago Maggiore (1962).

## Diskografie (Auswahl)
Moesser als Autor in den Charts

| Jahr | Titel Album                                                              | Höchstplatzierung, Gesamtwochen/‑monate, AuszeichnungChartplatzierungen (Jahr, Titel, Album, Platzierungen, Wochen/Monate, Auszeichnungen, Anmerkungen) | Höchstplatzierung, Gesamtwochen/‑monate, AuszeichnungChartplatzierungen (Jahr, Titel, Album, Platzierungen, Wochen/Monate, Auszeichnungen, Anmerkungen) | Höchstplatzierung, Gesamtwochen/‑monate, AuszeichnungChartplatzierungen (Jahr, Titel, Album, Platzierungen, Wochen/Monate, Auszeichnungen, Anmerkungen) | Höchstplatzierung, Gesamtwochen/‑monate, AuszeichnungChartplatzierungen (Jahr, Titel, Album, Platzierungen, Wochen/Monate, Auszeichnungen, Anmerkungen) | Anmerkungen                                                                                          |
| Jahr | Titel Album                                                              | DE | AT | UK | US | Anmerkungen                                                                                          |
| ---- | ------------------------------------------------------------------------ | --- | --- | --- | --- | --- |
| 1954 | Rosarote Kuh Ein Gast aus Schweden EP                                    | DE13 (3 Mt.)DE | — | — | — | Erstveröffentlichung: 1954 Interpretation: Alice Babs                                                |
| 1955 | Ich möcht’ heut’ ausgehn Mutti, du darfst doch nicht weinen EP           | DE21 (1 Mt.)DE | — | — | — | Erstveröffentlichung: 1955 Interpretation: Margot Eskens                                             |
| 1955 | O Jackie-Joe –                                                           | DE6 (2 Mt.)DE | — | — | — | Erstveröffentlichung: 1955 Interpretation: Mona Baptiste, Werner Müller & Das RIAS Tanzorchester     |
| 1955 | Mutti, du darfst doch nicht weinen Mutti, du darfst doch nicht weinen EP | DE5 (3 Mt.)DE | — | — | — | Erstveröffentlichung: 1955 Interpretation: Margot Eskens                                             |
| 1956 | Sie hieß Mary-Ann –                                                      | DE5 (5 Mt.)DE | — | — | — | Erstveröffentlichung: April 1956 Interpretation: Ralf Bendix                                         |
| 1956 | Rosalie Heimweh auf großer Fahrt EP                                      | DE2 (8 Mt.)DE | — | — | — | Erstveröffentlichung: August 1956 Interpretation: Freddy                                             |
| 1956 | So geht das jede Nacht Heimweh auf großer Fahrt EP                       | DE19 (3 Mt.)DE | — | — | — | Erstveröffentlichung: August 1956 Interpretation: Freddy                                             |
| 1956 | Bel Sante Freddy                                                         | DE10 (6 Mt.)DE | — | — | — | Erstveröffentlichung: Oktober 1956 Interpretation: Freddy & Die Dominos                              |
| 1957 | Wer das vergisst auch bekannt als: I’m Coming Home Freddy                | DE7 (4 Mt.)DE | — | — | — | Erstveröffentlichung: Februar 1957 Interpretation: Freddy                                            |
| 1957 | Heimatlos Freddy                                                         | DE2 Platin · (8 Mt.)DE | — | — | — | Erstveröffentlichung: April 1957 Interpretation: Freddy Verkäufe: + 1.000.000                        |
| 1957 | Ein armer Mulero Freddy                                                  | DE25 (2 Mt.)DE | — | — | — | Erstveröffentlichung: Juli 1957 Interpretation: Freddy                                               |
| 1957 | Einmal in Tampico Freddy                                                 | DE5 (5 Mt.)DE | — | — | — | Erstveröffentlichung: Juli 1957 Interpretation: Freddy                                               |
| 1957 | Der lachende Vagabund Der lachende Vagabund EP                           | DE1 Gold · (6 Mt.)DE | — | — | — | Erstveröffentlichung: August 1957 Interpretation: Fred Bertelmann Verkäufe: + 3.500.000              |
| 1957 | Sabrina –                                                                | DE29 (1 Mt.)DE | — | — | — | Erstveröffentlichung: November 1957 Interpretation: Freddy                                           |
| 1958 | Wenn du heute ausgehst Wenn EP                                           | DE11 (3 Mt.)DE | — | — | — | Erstveröffentlichung: 1958 Interpretation: James Brothers & Orchester Max Greger                     |
| 1958 | Susie Darlin’ Susie Darlin’ EP                                           | DE4 (5 Mt.)DE | — | — | — | Erstveröffentlichung: 1958 Interpretation: Tommy Kent & Horst Wende Tanzsolisten                     |
| 1958 | Mach’ dich schön Peter Kraus                                             | DE6 (5 Mt.)DE | — | — | — | Erstveröffentlichung: 15. Januar 1958 Interpretation: Peter Kraus & Die Rockies                      |
| 1958 | Der Legionär Heimatlos EP                                                | DE7 (6 Mt.)DE | — | — | — | Erstveröffentlichung: Juli 1958 Interpretation: Freddy                                               |
| 1958 | Der Gitarrenspieler –                                                    | DE25 (1 Mt.)DE | — | — | — | Erstveröffentlichung: August 1958 Interpretation: Fred Bertelmann                                    |
| 1958 | Ich bin bald wieder hier Heimatlos EP                                    | DE8 (5 Mt.)DE | — | — | — | Erstveröffentlichung: August 1958 Interpretation: Freddy                                             |
| 1959 | Wie keine andere (Oh Mona) Susie Darlin’ EP                              | DE45 (2 Mt.)DE | — | — | — | Erstveröffentlichung: 1959 Interpretation: Tommy Kent                                                |
| 1959 | Morgen Morgen EP                                                         | DE2 Platin · (8 Mt.)DE | — | UK23 (1 Wo.)UK | US13 (17 Wo.)US | Erstveröffentlichung: März 1959 Interpretation: Ivo Robić Verkäufe: + 1.000.000                      |
| 1959 | Denkst du noch an mich Nicht ein einziges Mal EP                         | DE64 (2 Mt.)DE | — | — | — | Erstveröffentlichung: Juni 1959 Interpretation: Cindy Ellis, Viktor Reschke & Sein Fernseh-Orchester |
| 1959 | Morgen Morgen EP • Für meine Freunde EP                                  | DE2 (7 Mt.)DE | — | — | — | Erstveröffentlichung: September 1959 Interpretation: Billy Vaughn                                    |
| 1959 | Muli-Song auch bekannt als: The Happy Muleteer Morgen EP                 | DE7 (5 Mt.)DE | — | — | US58 (6 Wo.)US | Erstveröffentlichung: Dezember 1959 Interpretation: Ivo Robić                                        |
| 1960 | Hey hey Käpt’n (Uns fehlt der Wind) –                                    | DE32 (3 Mt.)DE | — | — | — | Erstveröffentlichung: 1960 Interpretation: Charly und Co.                                            |
| 1960 | Alle Nächte –                                                            | DE46 (1 Mt.)DE | — | — | — | Erstveröffentlichung: Mai 1960 Interpretation: Tommy Kent                                            |
| 1960 | Endlich –                                                                | DE31 (2 Mt.)DE | — | — | — | Erstveröffentlichung: Mai 1960 Interpretation: Ivo Robić                                             |
| 1962 | Geh’ nicht vorbei –                                                      | DE14 (4 Mt.)DE | — | — | — | Erstveröffentlichung: Mai 1962 Interpretation: Rex Gildo                                             |
| 1962 | Endloser Fluß –                                                          | DE28 (2 Mt.)DE | — | — | — | Erstveröffentlichung: August 1962 Interpretation: Die Rangers                                        |
| 1963 | Rosen haben Dornen –                                                     | DE8 (5 Mt.)DE | — | — | — | Erstveröffentlichung: Oktober 1963 Interpretation: Carmela Corren                                    |
| 1966 | Glück und Liebe Suzanne Doucet                                           | DE35 (½ Mt.)DE | — | — | — | Erstveröffentlichung: Februar 1966 Interpretation: Suzanne Doucet                                    |
| 1967 | Komm allein –                                                            | DE9 (5 Mt.)DE | AT3 (4 Mt.)AT | — | — | Erstveröffentlichung: September 1967 Interpretation: Wencke Myhre                                    |
| 1967 | Der Mond hat seine Schuldigkeit getan Schlager-Rendezvous mit Rex Gildo  | DE17 (1½ Mt.)DE | — | — | — | Erstveröffentlichung: Oktober 1967 Interpretation: Rex Gildo                                         |
| 1969 | Als ich noch ein Junge war –                                             | DE30 (½ Mt.)DE | — | — | — | Erstveröffentlichung: 31. August 1969 Interpretation: Freddy                                         |

grau schraffiert: keine Chartdaten aus diesem Jahr verfügbar

Label zu Sie hieß Mary-Ann (Ralf Bendix)
Label zu So geht das jede Nacht (Freddy)
Label zu Der lachende Vagabund (Fred Bertelmann)
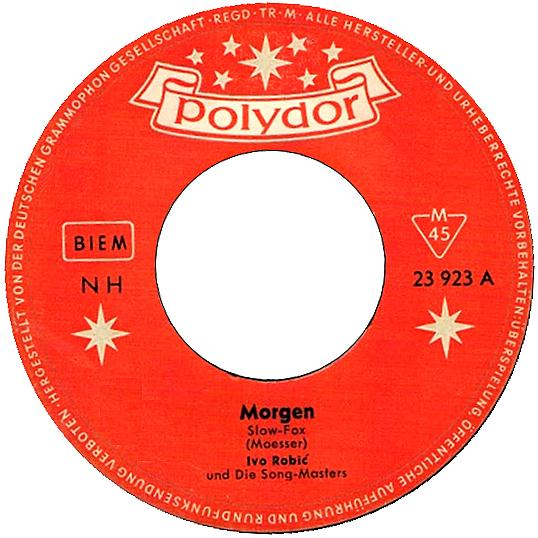
Label zu Morgen (Ivo Robić)